# Кренни
Кренни (тат. Керәнле) — село в Сабинском районе Республики Татарстан, в составе Мичанского сельского поселения.

## География
Село находится на реке Малая Мёша, в 19 км к северо-западу от районного центра — посёлка городского типа Богатые Сабы.

## История
Известно с 1678 года. 
В XVIII — первой половине XIX века жители относились к сословию государственных крестьян. Их основные занятия в этот период — земледелие и разведение скота, были распространены валяльный и портняжный промыслы.
В начале XX века в селе действовали мечеть, водяная мельница, 3 мелочные лавки. В этот период земельный надел сельской общины составлял 1087,1 десятины.
До 1920 года село входило в Ново-Чурилинскую волость Мамадышского уезда Казанской губернии. С 1920 года в составе Мамадышского, с 1921 — Арского кантонов ТАССР. С 10 августа 1930 года в Сабинском, с 19 февраля 1944 года в Чурилинском, с 14 мая 1956 года в Сабинском районах.
В 1930-х годах в селе организован колхоз, с 1993 года в составе коллективного предприятия «Кренни», с 2000 года — коллективного предприятия им. Тукая.
До 2011 года в селе работала начальная школа.

## Население
| 1859 | 1897 | 1908 | 1920 | 1926 | 1938 | 1949 | 1970 | 1979 | 1989 | 2002 | 2010 | 2020 |
| ---- | ---- | ---- | ---- | ---- | ---- | ---- | ---- | ---- | ---- | ---- | ---- | ---- |
| 419  | 671  | 693  | 673  | 568  | 599  | 655  | 545  | 387  | 171  | 190  | 147  | 156  |

Национальный состав села — татары.

## Экономика
С 2011 года в селе действуют 3 крестьянских (фермерских) хозяйства по откорму крупного рогатого скота.
Жители занимаются растениеводством и животноводством.

## Инфраструктура
Действуют клуб (с 1931 г.), фельдшерско-акушерский пункт.

## Религия
Мечеть (с 2012 г.).